# Sherlock Holmes: Pociąg do Edynburga
Sherlock Holmes: Pociąg do Edynburga (ang. Terror by Night) – amerykański film kryminalny z 1946 roku w reżyserii Roya Williama Neilla na podst. postaci Sherlocka Holmesa i doktora Watsona stworzonych przez sir Arthura Conana Doyle’a. Trzynasty z czternastu filmów z Basilem Rathbone’em jako Sherlockiem Holmesem i Nigelem Bruce’em jako doktorem Watsonem. Film nie jest bezpośrednią adaptacją żadnego z utworów Doyle’a, ale niektóre zawarte w nim elementy występują w jego opowiadaniach Błękitny Karbunkuł, Pusty dom, Zniknięcie Lady Frances Carfax oraz powieści Znak czterech.
Film jest jednym z czterech z serii, które znajdują się w domenie publicznej.

## Fabuła
W pociągu z Londynu do Edynburga zostaje zamordowany pasażer, który miał przy sobie cenny przedmiot. Śledztwo prowadzi Sherlock Holmes oraz oficer brytyjskiej policji, Lestrade.

## Obsada
- Basil Rathbone – Sherlock Holmes
- Nigel Bruce – doktor John H. Watson
- Alan Mowbray – major Duncan-Bleek / pułkownik Sebastian Moran
- Dennis Hoey – inspektor Lestrade
- Renee Godfrey – Vivian Vedder
- Frederick Worlock – profesor Kilbane
- Mary Forbes – lady Margaret Carstairs
- Skelton Knaggs – Sands
- Billy Bevan – konduktor
- Geoffrey Steele – Roland Carstairs
- Harry Cording – Mock